# San Isidro de Arriba
San Isidro de Arriba är en ort i Mexiko.   Den ligger i kommunen Lagos de Moreno och delstaten Jalisco, i den centrala delen av landet, 400 km nordväst om huvudstaden Mexico City. San Isidro de Arriba ligger 1 885 meter över havet och antalet invånare är 439.
Terrängen runt San Isidro de Arriba är huvudsakligen platt, men västerut är den kuperad. San Isidro de Arriba ligger nere i en dal. Runt San Isidro de Arriba är det ganska tätbefolkat, med 56 invånare per kvadratkilometer. Närmaste större samhälle är Lagos de Moreno, 7,4 km sydväst om San Isidro de Arriba. Trakten runt San Isidro de Arriba består till största delen av jordbruksmark.